# Luis Vernet
Luis Elías Vernet, (nacido como Louis Elie Vernet; Hamburgo, 6 de marzo de 1791-San Isidro, 17 de enero de 1871) fue un comerciante hamburgués de ascendencia hugonote. Emigrado a Sudamérica estableció un asentamiento en la isla Gran Malvina para su explotación ganadera tras haber obtenido autorización argentina y británica. Argentina lo considera el primer comandante político y militar argentino de las Islas Malvinas. Su rol en las primeras etapas de poblamiento de las Islas Malvinas lo han convertido en una figura central en la disputa de las Islas Malvinas.

## Biografía

### Orígenes y familia
Vernet nació en Hamburgo el 6 de marzo de 1791, en el seno de una familia protestante, de origen francés (hugonote), probablemente de Aviñón, que se estableció primero en Bélgica y más tarde en Hamburgo. La familia huyó de Francia a consecuencia de la revocación del edicto de Nantes.
Su padre fue el comerciante de tabaco y té Jacques Vernet (1730-1813) y su madre, María Vernet. Tenía tres hermanos: Peter Alexander, Emilio y Federico.
Vernet refiere a sí mismo como Ludwig, Louis, Lewis o Luis dependiendo del lenguaje que estaba usando. Él era multilingüe, hablando fluidamente en alemán, francés, inglés y español. Su apellido muchas veces aparece escrito Wernet ya que la "w" alemana tiene un sonido semejante a la "v" francesa.
A los seis años ingresó a un colegio militar en el que permaneció dos años. A los catorce años fue enviado por su padre a Filadelfia, Estados Unidos donde comenzó a trabajar en una firma alemana, donde demostró inteligencia y una capacidad especial en la actividad comercial. Allí conoció a Lewis Krumbhaar, que se convirtió en una figura paterna. Se convirtió en un comerciante que viajaba a Brasil, Portugal y Hamburgo. Vernet vivió ocho años en Filadelfia, trabajando para las firmas de Brock y de Krumbhaar, desempeñándose como sobrecargo (administrador de cargas navieras).

### Llegada al Río de la Plata
Llegó a Buenos Aires en el año 1819 desde Brasil a bordo del USS Congress cuando el gobierno de Estados Unidos envió una comisión diplomática a las Provincias Unidas del Río de la Plata. En Buenos Aires comenzó a desarrollar y organizar actividades comerciales con el puerto de Hamburgo.

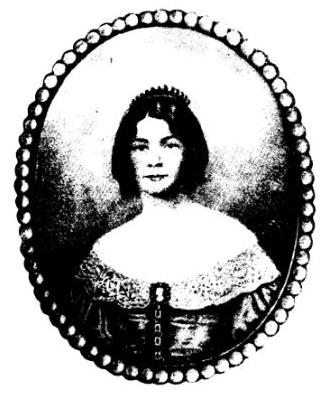
Su esposa, María Sáez.

Junto con Conrado Rücker, asentado en Montevideo, corrió una empresa comercial hasta 1821. Rücker era también su padrino cuando el 17 de agosto de 1819 se casó con María Sáez Pérez (1800 - 1858) oriunda de Montevideo. Con ella tuvo sus siete hijos, el primero de ellos nació en 1824 en Buenos Aires.
Más tarde se estableció una estancia unos 100 kilómetros al sur de Buenos Aires sobre el Río Salado, donde comercializó ganado salvaje.

### Malvinas

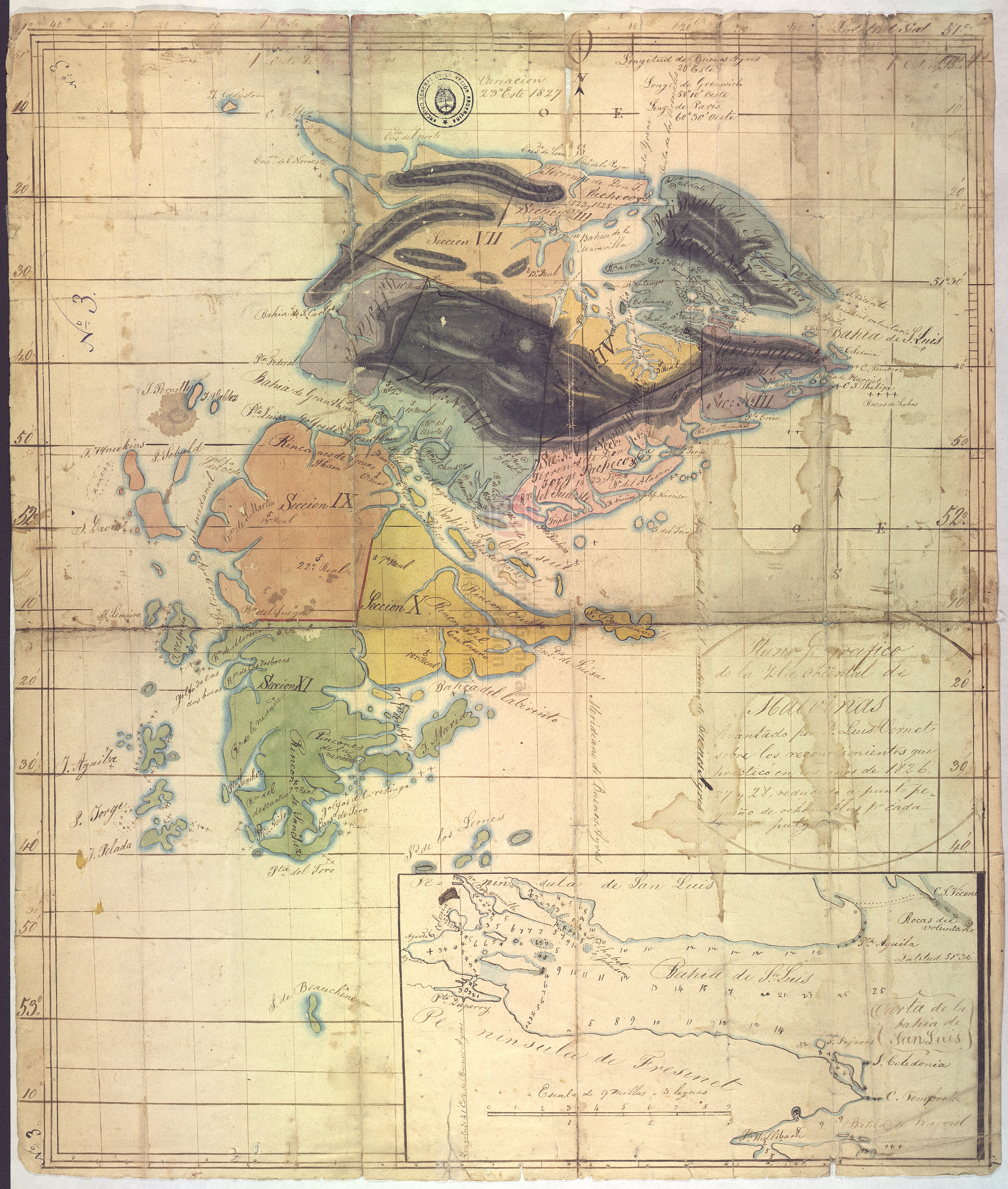
Mapa de la isla Soledad confeccionado por Vernet entre 1826 y 1829, y referido al meridiano de Buenos Aires

Luis Vernet se asoció a Jorge Pacheco, un veterano de guerra y proveedor del Estado, dueño de saladeros, empobrecido, pero con buenas relaciones. Vernet le prestó dinero, pero Pacheco quedó luego en bancarrota hacia 1820. Gracias a la ayuda de Vernet, el Gobierno de Buenos Aires otorgó en 1823 la concesión para el aprovechamiento del ganado vacuno y el de los lobos marinos de la Isla Soledad. Las Malvinas habían sido tomadas formalmente bajo posesión argentina el 6 de noviembre de 1820. Como Pacheco debía una gran suma de dinero a Vernet, le cede a él la mitad de la concesión de 30 000 leguas y acordaron asociarse y planear grandes proyectos en las islas. Vernet y Pacheco lograron que el militar retirado Pablo Areguatí sea nombrado como comandante para imponer su autoridad, como así también que el derecho de caza sea extendido al de encierro y crïa.
Vernet se trasladó hacia la isla donde comenzó con el desarrollo del lugar, llevó caballos y lanares, rehabilitó varios edificios que se encontraban abandonados y semidestruidos. No sólo realizó una tarea colonizadora del lugar sino que también emprendió investigaciones científicas para el mejor conocimiento de las islas. Los estudios incluían un estudio de los lugares para futuras colonizaciones, posibles producciones en ese lugar, en esto colaboró activamente su joven esposa. La tarea de Vernet activaba zonas comerciales nunca utilizadas hasta el momento pero además confirmaba así la soberanía argentina en el lugar. Pese a que la primera expedición de 1824 fracasó, hacia 1826 el segundo intento de establecimiento prosperó rápidamente, por lo que el gobierno argentino extendió la concesión a Pacheco y Vernet, otorgándoles el derecho exclusivo de caza y pesca en las aguas adyacentes a las islas. Para las tareas, Vernet llevó a las islas muchos gauchos de las pampas rioplatenses.
Para el primer intento de 1824, Vernet y Pacheco se asociaron con el inglés Robert Schofield que participó con 7500 pesos y compró dos naves, la goleta Rafaela y el bergantín Fenwick. En febrero llegó a Puerto Soledad la expedición bajo la dirección de Areguati con 26 gauchos. En marzo de 1824, el bergantín Antílope fue enviado a la isla. Pero por los problemas de equipamiento y suministro, el intento de establecer un asentamiento permanente resulta fallido. Para agosto, todo iba de regreso a Buenos Aires. Hacia finales de 1825 Vernet fundó junto con algunos amigos, una nueva empresa con la intención de volver a iniciar una expedición y comprar los derechos de Pacheco. A partir de junio de 1826, en la mitad del invierno, él llegó por primera vez y acompañado por 25 gauchos a las islas que estaban nevadas. Su negocio era capturar el ganado salvaje para su sacrificio, y vender los productos resultantes. También estaba entusiasmado con las perspectivas de la caza de anfibios, salazón de cueros vacunos y equinos y el tráfico naviero. El negocio de la carne salada era importante durante la guerra del Brasil. Pese a esto, Vernet criticaba la guerra argumentando que «ahuyentaba» a los posibles inversores de su empresa.
Para la expedición de 1826, Vernet propuso al gobierno de Buenos Aires que le otorgue el resto de tierras no cedidas a Pacheco para fundar una colonia, con excepción de impuestos por 30 años. Su solicitud fue fundada en razones políticas, económicas y soberanas, ya que tuvo en cuenta la guerra con el Imperio del Brasil, que había intentado desembarcar y atacar sin éxito Carmen de Patagones. Vernet también sabía que desde las Malvinas se podría controlar la región más austral de Argentina, incluyendo Tierra del Fuego, las Georgias del Sur y las islas Shetland del Sur.
Vernet estaba interesado a corto plazo en cumplir con sus socios y matar a todo el ganado grande existente. Luego él decía que «cumpliendo pues este objeto, quedaré con libertad para dedicarme a objetos mayores». Se refería a poblar estancias el con ganado chico, caído en las volteadas. Vernet veía un gran potencial para una empresa comercial en las islas y hasta intentó interesar al gobierno inglés sin tener éxito.
Simultáneamente al negocio en las Malvinas, Vernet se asoció con Manuel Pasman, Miguel Ogando, Juan Andrés Gelly y Henry Libanus Jones para explotar el ganado vacuno y las salinas de la península Valdés en la actual provincia del Chubut. Debido a su experiencia en la península, Vernet tuvo contacto amistoso y comercial con los Tehuelches. Ya como comandante de Malvinas, estimuló que algunos indígenas se instalasen en la colonia como peones. También hizo que un grupo de ellos, encabezados por su "reina", visitase Puerto Soledad.

#### Comandante Político Militar
El gobierno de las Provincias Unidas le debía dinero a Vernet. Para restituirla, le ofrecieron a Vernet territorios y ser director de un nuevo asentamiento en las Malvinas en enero de 1828, incluyendo todos los recursos y lo eximió del pago de impuestos si una colonia podría establecerse en un plazo de tres años. El gobierno de Manuel Dorrego también le concedió la explotación de la Isla de los Estados en Tierra del Fuego. También recibió los derechos de pesca a lo largo de la costa patagónica del Mar Argentino al sur del río Negro hasta el cabo de Hornos y 30 años de exención de impuestos para el proyecto. El acuerdo también contemplaba extender la colonia a otras islas. Para celebrar el 25 de mayo de 1828, según su hermano Emilio, Vernet y sus hombres izaron en la isla las banderas de Argentina y del Reino Unido.
Vernet tomó 50 colonos con sus familias y gauchos, sumó al capitán británico Matthew Brisbane y se dirigió al archipiélago en el bergantín Betsy. El 10 de junio de 1829 se estableció oficialmente en la Isla Soledad y fue nombrado Primer Comandante Político Militar en las Islas Malvinas. Bajo el pabellón argentino, se comprometió a hacer cumplir la legislación argentina, cuidar sus costas y los reglamentos de pesca vigentes. Construyó un fuerte y se proveyó de algunos cañones para defensa del lugar. El anuncio siguió a su petición al Gobierno de Buenos Aires para proporcionar un buque de guerra para vigilar el acuerdo. Esa solicitud fue rechazada y en su lugar se le dio Vernet la autoridad para actuar por sus propios medios. Antes del nombramiento, Vernet en algunas ocasiones había ido a defender sus privilegios ante varias naves extranjeras que pescaban en su zona y se encontró que carecía de facultades al respecto. Esto llevó a que solicitase el cargo de comandante. Los terrenos, concedidos por un decreto, estaba en su mayoría de la isla Soledad, exceptuando los que habían sido concedidos a Pacheco.
La designación de Vernet la realizó el entonces gobernador de Buenos Aires, Martín Rodríguez, con el asesoramiento del jurista Salvador María del Carril. Rodríguez designó a Vernet no solo comandante de las Malvinas, sino también de las islas adyacentes al Cabo de Hornos en el océano Atlántico, «teniendo en cuenta las condiciones que reúne», incluyendo la isla Grande de Tierra del Fuego. Esto asentó el mayor antecedente legal en relación con los reclamos argentinos sobre las islas. El decreto fue publicado en varios medios de prensa del extranjero, entre ellos Reino Unido y Estados Unidos. Al año siguiente Vernet hizo circular entre los barcos pesqueros ocupados en la Patagonia, una notificación en inglés y español con copia del referido decreto. El gobierno de Rodríguez se convirtió en el primer gobierno en nombrar una autoridad para las Malvinas desde la Independencia de Argentina. Cabe destacar que la Comandancia de las Malvinas no era una entidad diferente, sino una parte de la provincia de Buenos Aires.Por ese motivo, el Congreso de la República Argentina terminó declarando inválida la concesión de 1828 en el año 1882, entendiendo que la Provincia de Buenos Aires no tenía poder para ceder territorios nacionales ya que se trataba de un poder reservado al mismo Congreso.

El Gobierno de Buenos Aires, habiendo resuelto por decreto de esta fecha que las Islas Malvinas, adyacentes al Cabo de Hornos en el mar Atlántico sean regidas por un comandante político y militar y teniendo en consideración las calidades que reúne Don Luis Vernet, ha tenido a bien nombrarlo, como por el presente lo nombro, para el expresado cargo de Comandante Político y Militar de las islas Malvinas, delegando en su persona toda la autoridad y jurisdicción necesaria al efecto.

Firmado: Martín Rodríguez. Salvador M. del Carril.

Vernet detalló las condiciones de la solicitud acordada. Sus planes de colonización abarcaban todo el archipiélago malvinense.

...mis compromisos serán establecer una colonia, dentro de tres años, de la concesión del permiso, quedando bajo la inmediata obediencia del gobierno de Buenos Aires, lo mismo que los colonos serán tratados como ciudadanos de la República y gozarán los mismos derechos.

10 de junio de 1829, el gobernador delegado Martín Rodríguez creó la Comandancia política y militar de la isla Soledad -la de mayor superficie de las dos islas Malvinas- y designó al frente al comerciante alemán nacionalizado argentino Luis Vernet.
El decreto establecía la continuidad histórica y jurídica de los derechos soberanos: “Habiendo entrado el gobierno de la República en la sucesión de todos los derechos que tenía sobre estas provincias, la antigua metrópoli, y de que gozaban sus virreyes, ha seguido ejerciendo actos de dominio en dichas islas, sus puertos y costas, a pesar de que las circunstancias no han permitido hasta ahora dar a aquella parte del territorio de la República la atención y cuidado que su importancia exige”.
Meses más tarde, Henry Fox, ministro del Reino Unido en Buenos Aires, protestó contra el nombramiento de Vernet. También buscaron contactarse con Vernet para ofrecerle que su colonia esté bajo soberanía británica. En agosto de 1829, el encargado de negocios británico en Buenos Aires, Woodbine Parish, elevó una protesta ante el gobierno argentino, argumentando que las islas les pertenecían. Vernet más tarde sería más explícito sobre su deseo de obtener protección británica, en carta a Lord Harrowby, en la que especificó que “mi deseo es lograr que mi colonia esté bajo bandera británica.. Con respecto al otorgamiento de tierra, ganado salvaje y privilegios, estos fueron obtenidos originalmente no con vistas de establecer un reclamo por parte de Buenos Aires. Esta carta se encuentra en el Archivo General de la Nación, catalogada como SALA VII, F131, doc 46.
Con la esperanza de esta respuesta británica, Luis Vernet trasladó a la isla a toda su familia, comenzando por su esposa María Sáez, con la que tuvo en las islas una hija en 1830: Malvina Vernet y Sáez, la primera persona de la que se tenga registro en nacer allí. Luis y María habían llegado con sus hijos Emilio, Luisa y Sofía el 15 de julio, junto a 23 familias y peones contratados oriundos de Buenos Aires y Carmen de Patagones. Entre ellos estaba el Gaucho Rivero. Todos ellos llegaron bergantín Betsy al mando de Brisbane. El barco también llevaba muebles y una manada de ovejas. Había partido de Buenos Aires un mes antes. Sofía Vernet, su hija más pequeña, era solo una bebé que había aprendido a caminar en Puerto Soledad. Todo esto, junto con la vida cotidiana de la colonia fueron registrados en el "Diario de 1829 en Malvinas" de María Sáez. La población que había en la isla era en general poco estable, eran pescadores, balleneros, foqueros, cazadores, científicos y comerciantes. Se habla de una cifra de entre 120 y 150 residentes en total. Los productos que se producían eran enviados a Buenos Aires y también a otros puertos. El lugar se convirtió en una colonia laboriosa, deseosa de progreso, manejada por el comandante Vernet. El mismo Vernet hizo publicar avisos publicitarios destinados a navegantes que circunnavegaban el Cabo de Hornos. En los avisos, se presentaba como "El dueño de la Isla Soledad" y ofrecía sus amarraderos para la reposición de víveres.
Emilio Vernet, hermano de Luis, y Loreto Sáez, su cuñado, viajaron a la isla Soledad a explorar el terreno y las instalaciones abandonadas del asentamiento colonial de Puerto Soledad para preparar las viviendas para la radicación de los colonos. Las viejas estructuras estaban muy deterioradas porque los visitantes ocasionales (marineros) habían extraído toda la madera posible para sus barcos o para hacer fuego. Al mismo tiempo, Vernet toma contacto con amigos de Europa a través de cartas para interesarlos en participar de la empresa, informándolos de las riquezas de las Malvinas. Vernet al llegar a la colonia y cumpliendo con el decreto de Martín Rodríguez, arma una batería bajo la bandera argentina. Luego ordena la realización un relevamiento topográfico y estudios sobre la flora, fauna y clima local. Además prepara la instalación de una lobería en la isla de los Estados. Aconseja técnicamente a 80 colones y mejora la construcción de viviendas con madera de la isla de los Estados. También les da en propiedad espacios para cultivo o explotación ganadera. El primer viaje a la isla de los Estados lo realizó su hermano Emilio con tres goletas. La colonia mantuvo un tráfico regular entre Buenos Aires, Montevideo y la isla de los Estados. También algunos hombres llegaron hasta la isla San Pedro. Vernet dejó numerosos escritos sobre el tráfico de buques en la Patagonia Austral.
María Saez habla en su diario personal sobre la toma de posesión de las islas a nombre de la provincia de Buenos Aires, realizada por Vernet el 30 de agosto de 1829. Tanto dicho diario, como cartas, papeles oficiales y contratos de trabajo, son conservados actualmente en el Archivo General de la Nación.

Domingo 30 de Agosto — Muy buen día de Santa Rosa de Lima, y por lo que determinó Vernet tomar hoy posesión de la isla en nombre del gobierno de Buenos Aires, a las doce se reunieron los habitantes se enarboló la Bandera Nacional a cuyo tiempo se tiraron veintiún cañonazos, repitiéndose sin cesar el ¡Viva la Patria! puse a cada uno en el sombrero con cinta de dos colores que distinguen nuestra Bandera, se dio a reconocer el Comandante.

Ese mismo día, a través de una proclama, Vernet manifestó lo siguiente, acompañado por veintiún salvas de cañón: 

El comandante político y militar nombrado por el Superior Gobierno de Buenos Aires, en conformidad con el decreto de 10 de junio que acabo de haceros público, ha elegido este día aniversario de Santa Rosa de Lima, patrona de la América, y para ejercer de nuevo un acto formal de dominio que tiene la república de Buenos Aires sobre estas Islas Malvinas, las de Tierra del Fuego y sus adyacentes y demás territorios desde donde acaba el de la comandancia de Patagones, hasta el Cabo de Hornos; y al efecto ha enarbolado en este día el pabellón de la República saludándolo en la mejor forma que permite el naciente estado de esta población.

El comandante espera que cada uno de los habitantes dará en todo tiempo de subordinación a las leyes, viviendo como hermanos en unión y armonía a fin de que con el incremento de población que se espera y que el Superior Gobierno ha prometido fomentar y proteger nazca en su territorio austral una población que haga honor a la República cuyo dominio reconocemos ¡Viva la patria!

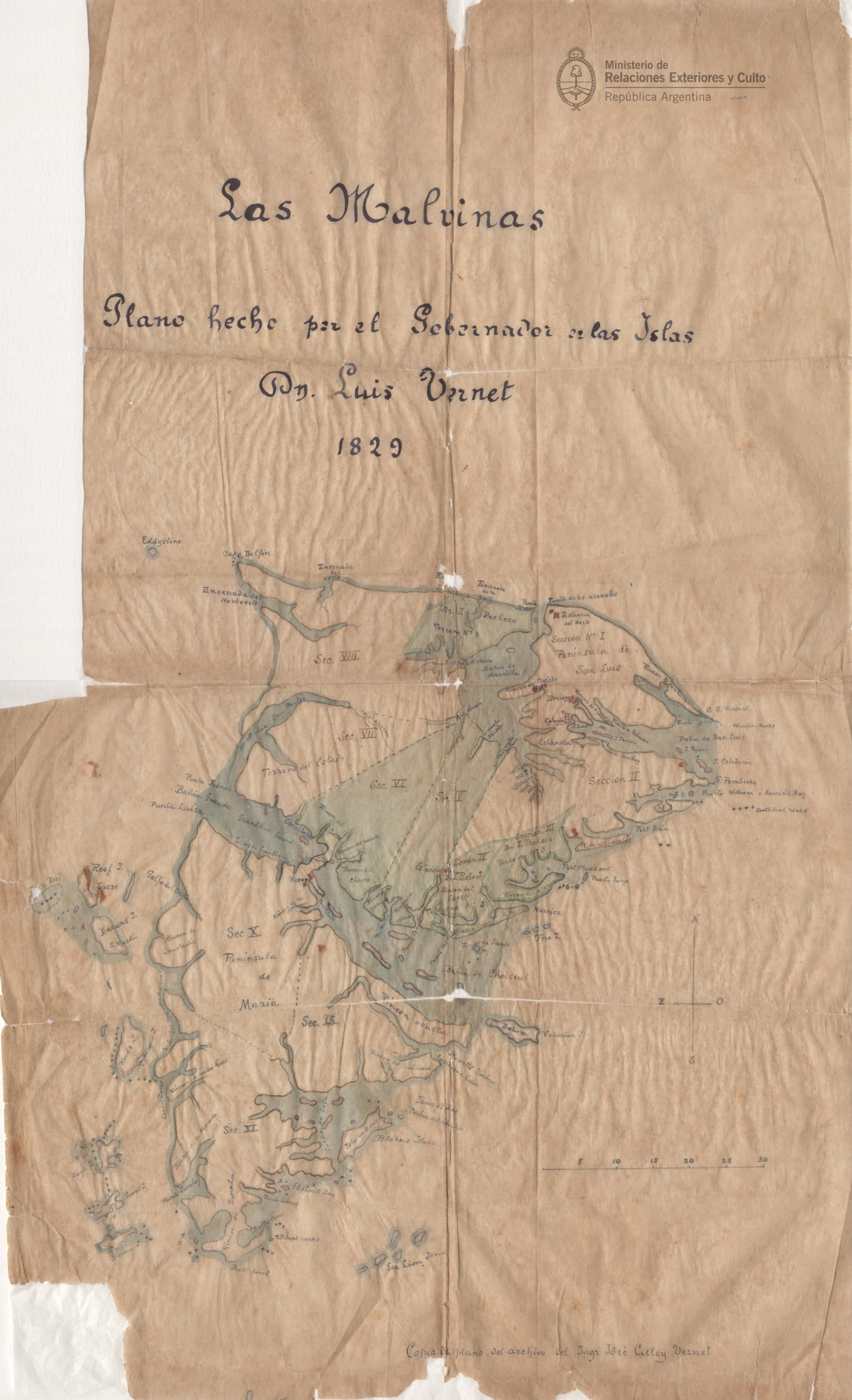
Otro mapa de la isla Soledad hecho por Vernet ya como gobernador en 1829 y conservado en la Cancillería Argentina. Se ven las divisiones de tierras, incluyendo las de Pacheco y "terrenos del Estado", además de la ubicación de estancias y poblados, incluyendo "Rosas" y "Dorrego". Lafonia aparece como Península de María y en sus cercanías aparece el Rincón de San Martín. La toponimia mezcla el español (en la isla) con el inglés (en islas menores y entradas de agua).

El mismo día colocó cuatro baterías en lo que llamó «Fuerte Federación» para la defensa del asentamiento. Puerto Soledad carecía de personal militar o policial por lo que Vernet debió organizar un grupo de colonos armados a órdenes de Brisbane, a quien dejó «plenamente autorizado para ir a bordo de cualquier buque que llegue a encontrar en los puertos o puntos de la costa perteneciente a esta jurisdicción».
Vernet hablaba de unos 300 habitantes en la isla, de los cuales la mitad eran fijos. Los 150 pobladores aproximados eran, en su mayoría, originarios de las provincias de Santiago del Estero, Entre Ríos, Córdoba, Buenos Aires y Santa Fe. También había paisanos uruguayos, del Litorial argentino y Tehuelches de Patagonia, que eran mayoría y con quienes Vernet mantuvo relaciones comerciales por el saladero de la península Valdés. En cuanto a los europeos, había campesinos alemanes, escoceses, franceses, portugueses, españoles, pescadores y marinos genoveses, ingleses, irlandeses, holandeses, entre otros. También hubo colonos británicos. Incluso llegaron a la isla esclavos adolescentes africanos tras la Guerra del Brasil. Algunos de ellos para ganar su libertad debían pasar en las islas diez años. Por orden de Vernet, al llegar, todos los colonos recibían tierras, semillas y herramientas. Además, se creó un clima de camaradería y solidaridad entre ellos. Los integrantes de la colonia se dedicaban a la caza, la domesticación del ganado, construcción de corrales, ranchos, casas de piedra, salazón de carnes. Otros realizaban actividades vinculadas al comercio o algún oficio. Otros habitantes eran marineros de las naves de paso que preferían quedarse a vivir allí, por ser desertores o sobrevivientes de naufragios.
Los pocos pobladores fueron suficientes para fundar dos pueblos más. Uno fue llamado Rosas por Juan Manuel de Rosas y otro Dorrego por Manuel Dorrego. Además se crearon otros doce puestos y corrales poblados, formando un total de cien habitantes entre todos ellos. Varios de ellos llevan toponimia gauchesca y se conservan en la actualidad.
Vernet también encarga la construcción, bajo diseño y dirección propios, de una goleta llamada Águila para la pesca de anfibios, tripulada con 10 hombres. Se utilizaron maderas de la Isla de los Estados y metales de naufragios, todo trabajado en talleres de herrería y carpintería de la colonia, que también ya contaba con un saladero para carne vacuna y pescado. La colonia también se encargó de la reparación de otras naves pequeñas.
El capitán Robert Fitz Roy fue huésped de la comandancia malvinense, algunos de sus comentarios dejan entrever cómo el continuo progreso material de la colonia había permitido alcanzar cierto grado de refinamiento en medio de la inhóspita geografía: 

La colonia ocupa la mitad del contorno de una caleta que tiene estrecha entrada desde la sonda. En tiempo de los españoles, dominaban esa entrada dos fuertes, ambos en ruina ahora, de los que uno solo se utiliza para encerrar ganado salvaje entre sus muros circulares cuando se le arrea desde el interior de la isla.
El gobernador Luis Vernet me recibió con cordialidad. Está muy bien informado y habla varios idiomas. Su casa es larga y baja de un solo piso y paredes muy gruesas de piedra. Encontré allí una buena biblioteca de obras españolas, alemanas e inglesas. Durante la comida se sostuvo animada conversación en la que tomaban parte Mr. Vernet, su esposa, Mr. Brisbane y otros; por la noche hubo música y baile. En la habitación había un gran piano; la señora de Vernet, una bonaerense, nos dejó oír su excelente voz que sonaba un poco extraña en las Falklands, donde solo esperábamos encontrar algunos loberos.

Robert Greenhow, complementó el reporte de Fitz Roy, escribiendo:

...Vernet estaba aumentando su establecimiento en Soledad. Según una relación de una visita hecha allí por un oficial naval inglés, en la última parte de 1831, el número de personas en la colonia, era como de ciento, incluso 25 gauchos, y 5 indios, que cazaban ganado; unas pocas familias holandesas y alemanas, principalmente ocupadas en hacer manteca y queso; y 15 negros, cuyos servicios Vernet había comprado por un término de años al gobierno de Buenos Aires. Los otros eran ingleses, franceses, españoles y portugueses. Las casas de los habitantes eran las que habían sido ocupadas por españoles, y que solo necesitaban nuevos techos. Vernet residía en la habitación del primer comandante, un largo edificio bajo, de un piso con espesas murallas de piedra; en su sala de recibo había una buena biblioteca de obras inglesas, alemanas y españolas, como también un hermoso piano, en que la señora Vernet ejecutaba música de Rossini con mucho gusto. Al gobernador mismo se le describe como hombre de facciones agradables (...) Vernet había dividido la isla en 11 secciones.

Los reportes al gobierno británico sobre el éxito alcanzado por el asentamiento serían fundamentales en la renovación del interés del Reino Unido por las riquezas del archipiélago.
Debido a la prosperidad del asentamiento argentino, llegó la necesidad del uso de la moneda en las actividades económicas cotidianas. Vernet dispuso la emisión de vales expresados en pesos para facilitar las operaciones de provisiones de bienes. Esto constituyó la primera moneda en circulación del archipiélago: el peso de las Islas Malvinas. Hoy en día, algunos vales monetarios emitidos por Vernet se conservan en la colección del Museo del Banco de la Provincia de Buenos Aires.
Las proyecciones del negocio en Puerto Soledad eran óptimas, y Vernet comenzó a planear la organización concreta de la proyectada comandancia sobre el estrecho de Magallanes. Envió a Brisbane en el buque Unicorn para lograr la cooperación de los tehuelches. Estableció contacto con una cacique a la que se llamaba Reina María y la invitó a pasar dos semanas en las islas Malvinas. La mujer aceptó la invitación y la propuesta de bendecir la segunda comandancia; Vernet declaró un feriado en homenaje a la líder indígena. Los desastrosos acontecimientos de los meses siguientes impidieron la concreción del proyecto.
El Reino Unido ha sostenido que, cuando el capitán James Onslow tomó por la fuerza las Malvinas, estas eran res nullius (tierra de nadie), aunque España, y posteriormente las Provincias Unidas del Río de la Plata, habían mantenido el dominio efectivo de las islas durante 66 años. En realidad, la misión que tenían las tropas británicas era la dejar las islas como «una especie de tierra de nadie». También se debe explicar que el Reino Unido se instaló en el mismo lugar que había sido poblado sucesivamente por franceses, españoles y argentinos, pero que nunca había estado bajo el dominio inglés. Si los británicos podían sustentar alguna pretensión, esta se limitaba a Puerto Egmont, ubicado en el otro extremo del archipiélago. Esto revela que el gobierno británico procedía con desprecio por el aspecto jurídico de la cuestión, y con el deseo de realizar un acto de fuerza, sabiendo que la Argentina no estaba en condiciones de oponerse y de afrontar ese poder superior. La expulsión de las autoridades argentinas legítimas ni siquiera fue precedida de un aviso o de un ultimátum enviado al gobierno de Buenos Aires.

#### Intervenciones militares

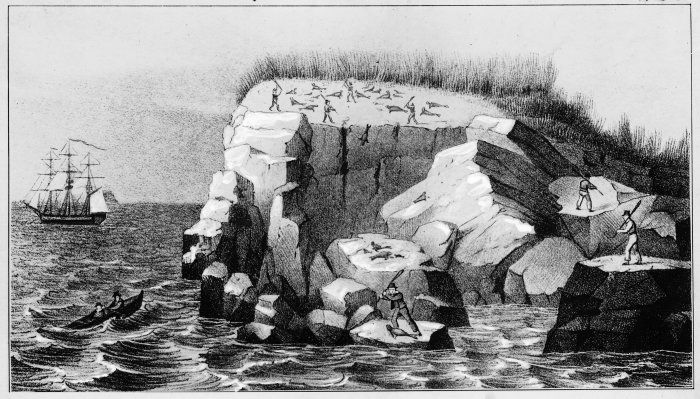
Explotación ilegal de lobos marinos en la isla Beauchene en 1833.

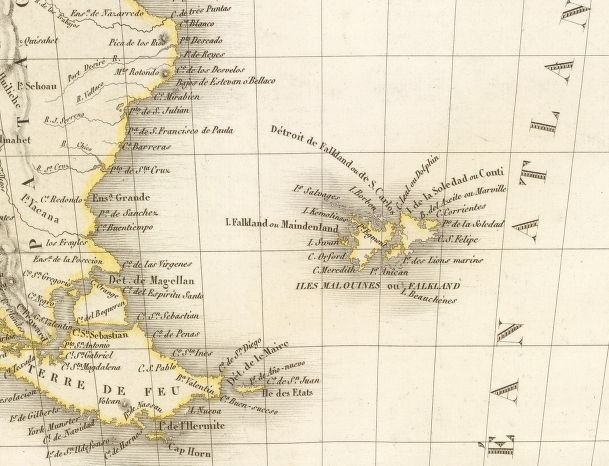
Las Islas Malvinas en un mapa francés de 1833.

Luis Vernet ejerció el cargo de comandante político y militar aplicándose a la tarea de hacer cumplir los reglamentos sobre pesca de anfibios, que era realizada de forma indiscriminada por parte de los loberos y balleneros extranjeros, constituyendo un grave problema. En agosto de 1829, a dos semanas de llegar a la colonia, Vernet proclamó públicamente la prohibición de cazar, pescar o faenar en la isla Soledad «bajo apercibimiento de sanciones». Los barcos extranjeros que tocaban puerto en la colonia se les hacía entrega de una circular impresa con la prohibición, y también se les cobraba una tasa. Dos años después redactó un plan para organizar la caza de focas y ballenas que implicaba establecer grupos de pescadores en las costas del archipiélago. El pago por derecho de anclaje fue sistemáticamente eludido por los balleneros y los cazadores clandestinos de guarás, especialmente ingleses y estadounidenses. Vernet buscaba frenar el raqueo de los animales hechos por extranjeros para conservar la población de focas para sus propias actividades. Este acto fue disputado por los cónsules británicos y estadounidenses en Buenos Aires, que afirmaban su derecho a seguir explotando los recursos naturales en las islas.

##### Intervención estadounidense
En agosto de 1831, tras un incidente con tres pesqueros estadounidenses, Vernet se retiró a Buenos Aires, donde arribó con la goleta Harriet (cuyo cargamento había incautado) a fin de someter el caso al fallo del Tribunal de Presas, dejando a cargo a su segundo Enrique Meteaf. En Buenos Aires solicitaron que se tratara a Vernet como «criminal de piratería y robo». Otra de las goletas involucradas, la Superior prosiguió su actividad con permiso, tras aparente arreglo comercial.
En dicha ocasión, el cónsul estadounidense en Buenos Aires desconoció el derecho argentino a reglamentar la pesca en las Malvinas. A fines de ese año, personal de la corbeta de guerra USS Lexington, de la Armada de los Estados Unidos, incursionó en Puerto Soledad al mando del capitán militar Silas Duncan y cometió hechos gravísimos: se saquearon los bienes y las propiedades, se destruyeron las instalaciones de artillería, y los principales pobladores fueron conducidos como prisioneros de manera ilegal a Montevideo, Uruguay, en lo que fue un desigual acto de guerra.
La acción cometida por Duncan causó conmoción en Buenos Aires. En junio de 1832, el Encargado de Negocios estadounidense, Francis Baylies, siguiendo instrucciones de su gobierno, exigió la desautorización de Vernet, la devolución de los bienes incautados por él, y el pago de una indemnización. A su vez, puso en duda la legitimidad de los títulos de soberanía argentina. Ante tales circunstancias, el gobernador, Juan Manuel de Rosas, declaró a Baylies persona non grata y le extendió los pasaportes correspondientes.
Vernet regresó a Puerto Soledad, sin recursos para reconstruir la colonia y para dotarla de las defensas necesarias. Sin embargo continuó la planificación de la reconstrucción. Regularmente solicitaba que el gobierno de Buenos Aires le asignara recursos humanos y armamento, pero no obtuvo ninguna respuesta formal. El 10 de septiembre de 1832, el Ministerio de Guerra y Marina nombró por decreto al Sargento Mayor de Artillería José Francisco Mestivier como Comandante Civil y Militar interino de las Malvinas y sus adyacentes. El 19 de noviembre, Vernet y su familia abandonaron las islas para siempre en la goleta lobera Harriet que había sido apresada a los estadounidenses.

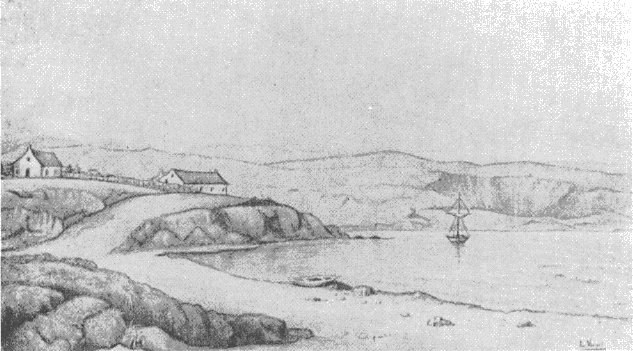
Puerto Luis hacia 1830.

Un testimonio de un británico habla sobre Vernet y su colonia tras el ataque estadounidense:

... Mr. Vernet no era ni un ladrón ni pirata, como lo calificó el capitán Duncan, por haber tratado de sostener su situación y evitar que su establecimiento fuese defraudado por gentes que ningún derecho tenían sobre estas islas. Por malos que hubiesen sido los procederes de Vernet, él sólo debía dar cuenta de ellos a su gobierno, y los que obraban a sus órdenes, teniendo él un nombramiento legal, no merecían por cierto haber sido apresados como piratas engrillados y llevados al Plata en esa forma. Ni tampoco era justo (prescindiendo enteramente de consideraciones humanitarias), destruir la naciente colonia, forzar o despedazar las puertas y ventanas, registrar las casas, armarios y cajones, pisotear las huertas, romper los cercos y maltratar en tal forma a inofensivos pobladores que muchos meses después, cada vez que éstos veían aproximarse un buque de guerra, huían amedrentados hacia el interior, ignorando cómo serían tratados...

Debido a una gran cantidad de acusaciones y supuestas malas interpretaciones en su contra, Vernet dirigió un oficio en diciembre de 1831 a Duncan en un intento de «desvanecer calumnias», ofreciendo someterse ante él y los testigos que designase, a un careo con el capitán Davison de la Harriet. Duncan lo rechazó argumentando que «el comandante de la Lexington tiene prueba y bajo juramento que la goleta Harriet fue saqueada de casi todos los artículos que tenía a bordo por orden de Luis Vernet, llamándose Gobernador y propietario de las islas Malvinas». En ese contexto, Fitz Roy se expresó a favor de Vernet:

He oído mucho Mr. Vernet y sus procedimientos, de muchas fuentes, así de enemigos como de amigos, y aun cuando nunca me vi con él y por lo tanto no puedo ser parcial por amistad, lamento sinceramente su desgracia y creo que ha sido muy calumniado.

##### Intervención británica
El 2 de enero de 1833, después del prólogo del incidente de la Lexington, cuando era ya gobernador interino el capitán José María Pinedo las naves de la Corona británica, invadieron el territorio argentino. La invasión inglesa quedó a cargo del capitán militar John James Onslow, quien al mando de la fragata HMS Clío, se lanzó al ataque de Puerto Soledad (también conocido como Puerto Luis y antes de 1829 Puerto San Carlos).Dos meses después, el 9 de enero de 1834, arribaron a la isla Soledad dos naves del Reino Unido: la HMS Challenger, con el teniente Henry Smith a bordo, y la HMS Hopeful. Inmediatamente izaron la bandera británica y ordenó la persecución de los argentinos de la colonia fundada por Vernet quienes muy superados en número y armamento, optaron por retirarse al interior de la isla.
Vernet nunca pudo volver a las islas, a pesar de varias peticiones a las autoridades británicas reclamando el derecho de volver y la recuperación de las tierras que le habían pertenecido. Matthew Brisbane intentó resucitar el acuerdo y reformar las operaciones dos meses después de la ocupación británica que fue respondida por Antonio Rivero.
El asentamiento de Puerto Soledad fue dejado en un estado en ruinas. En defensa de su concesión, Vernet hizo trámites y hasta ofreció que un hijo suyo fuera a las islas. Pero los británicos se opusieron a todas estas ofertas y se quedaron con sus bienes, además de los corrales hechas por los gauchos en el interior de la isla. El teniente Henry Smith, el primer mandatario británico, se puso a refaccionar los edificios habitables. Como un asentamiento naval, la propiedad de Vernet se convirtió en un propiedad del ministerio de marina británico y en un principio el teniente Smith. Los bienes de la propiedad también quedaron en manos británicas.
En Buenos Aires, Vernet estaba en bancarrota y los intentos de obtener una indemnización del Gobierno de los Estados Unidos por las pérdidas de la incursión del Lexington fracasaron. La situación en Buenos Aires era un caos y las relaciones diplomáticas con los Estados Unidos se mantuvieron tensas hasta 1839. Vernet hizo varios contactos con el gobierno británico pidiendo apoyo para re-establecer su negocio en Puerto Soledad, recibiendo el apoyo de Woodbine Parish (encargado de negocios británico en Buenos Aires desde 1825 hasta 1832) quien describió a Vernet considerado como la persona mejor calificada para desarrollar las islas.
Smith intentó que Vernet regresase a la isla en varias ocasiones, pero él estaba cada vez más involucrado en la disputa territorial con el Gobierno en Buenos Aires. Luego, todas las comunicaciones entre Vernet y Smith cesaron. Vernet vendió parte de sus participaciones en las islas a G. T. Whittington, un comerciante británico que formó la Asociación Agrícola y de Pesca Comercial de las Malvinas. Esta organización fue un factor clave para persuadir al gobierno británico para establecer una colonia en las islas en lugar de una base militar. Vernet proporcionó a Samuel Lafone, un hombre de negocios uruguayo clave para la formación de la Falkland Islands Company, con mapas de la isla y conocimiento de las potencialidades de la población de ganado salvaje.

### Últimos años
Tras retirarse de las Malvinas, Vernet y su familia pasaron una temporada en Río de Janeiro. Luego ya en Buenos Aires vivieron en una vivienda de la Calle Florida entre la calle Viamonte y la Avenida Córdoba. Luego se mudaron a una casona en la Calle 25 de Mayo entre la Avenida Corrientes y la calle Cuyo (hoy Sarmiento), que tenía salida directa al Paseo de Julio. Al mismo tiempo Vernet compró una quinta en San Isidro llamada Las Acacias con vista al Río de la Plata. Allí plantó un tala (Celtis ehrenbergiana) que dio el nombre al Paseo del Tala creado en un sector de la quinta donado por su hija Matilde. La quinta sigue siendo habitada por sus descendientes en la actualidad.
Algunas publicaciones sostienen que fue el primer intendente de San Isidro. Luis Emilio, el mayor de sus hijos, llegó a ser presidente de la Municipalidad de San Isidro en 1861.
A Vernet se le atribuye el descubrimiento de un tratamiento químico conservador para el cuero y protector contra gusanos en largas travesías. El proceso, conocido en Argentina como «vernetizar», permitió el rápido crecimiento de las exportaciones de cuero a Europa y otros lugares. En 1841 se le concedió una patente por su trabajo. El invento le mereció un gran prestigio. Recibió elogios del ingeniero Charles Henri Pellegrini.
El dinero que ganó con este proceso le permitió viajar a Londres en 1852 para presionar su demanda de una indemnización por sus pérdidas. Afirmó una suma total de £ 14.295 por los caballos, ganado domesticado, diez casas de piedra y carne que quedaron en el asentamiento tras la ocupación británica, que con intereses se elevaron la suma a 28.000 libras. Después de unos cinco años de discusiones, se le concedieron £ 2400 sobre la base de su afirmación de que recibió £ 1,850 y el resto se utilizó para pagar sus pagarés. Dentro de ese dinero también se incluyeron 550 libras para cubrir la circulación de la moneda creada por el. A pesar de que firmó una renuncia frente a nuevas acusaciones, trató de presionar para una compensación adicional en 1858, sin éxito. Luego regresó a Buenos Aires, deprimido por el fallo de los acuerdos y la muerte de su esposa en ese mismo año.
En 1869 firmó un contrato con su hijo mayor para presentar demandas contra el Gobierno de Estados Unidos por la incursión del Lexington, contra Gran Bretaña por compensación no satisfactoria y contra Silas E. Burrows, propietario del Superior por romper el contrato firmado por los capitanes Davison y Congar en 1831.
Al respecto de sus pérdidas, Vernet decía:

Después de mucho sacrificio pude vencer grandes obstáculos, pero asimismo lo que pensábamos realizar en un año no estuvo terminado sino al cabo de cinco. Mis socios se desanimaron y me vendieron sus derechos. Compré sucesivamente tres barcos, y los perdí; fleté cinco y de ellos se perdió uno; cada golpe producía desaliento entre los colonos...

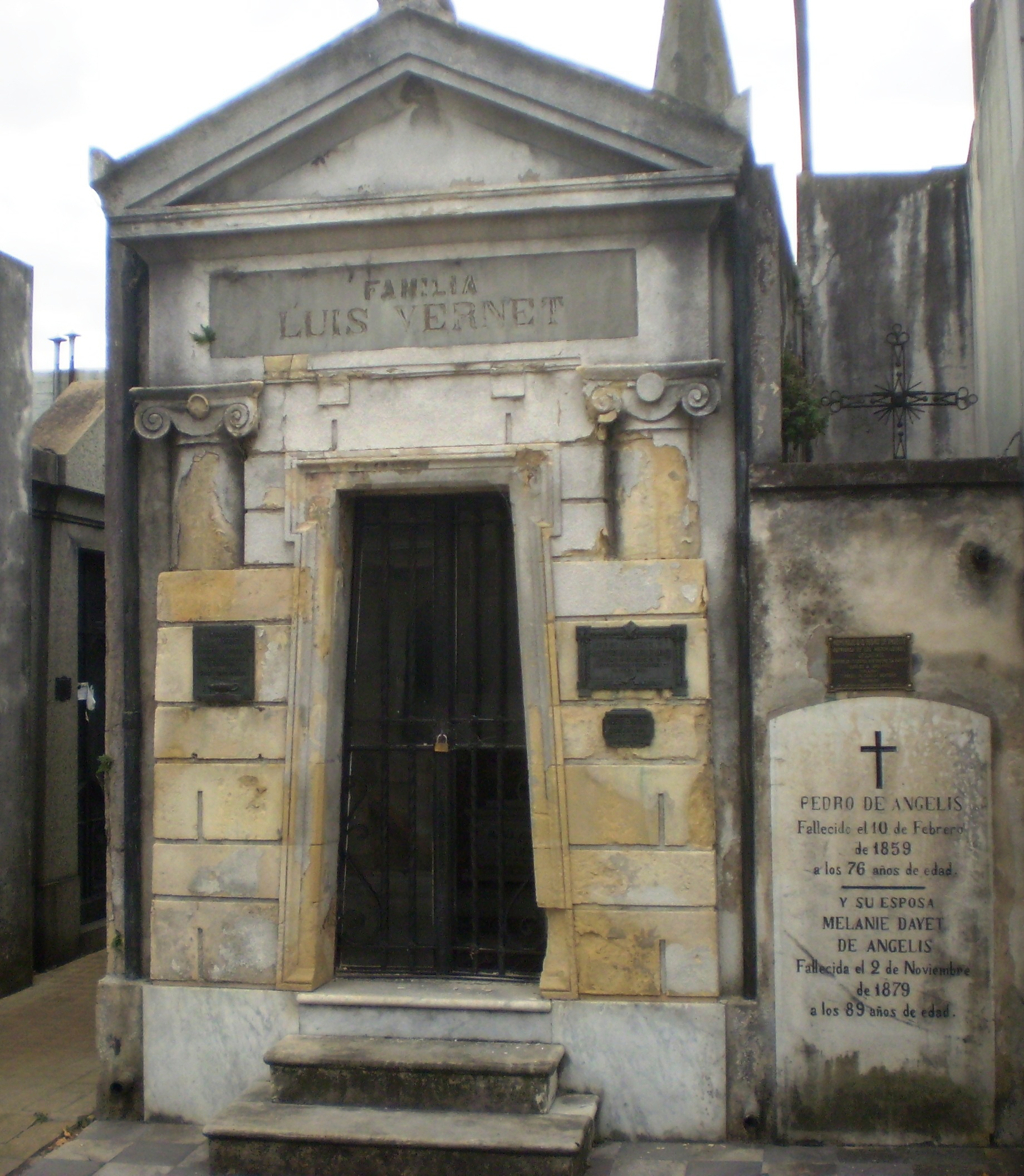
Tumba de Luis Vernet en el cementerio de la Recoleta.

Murió en el año 1871 y fue enterrado en el Cementerio de La Recoleta.

### Legado
La familia Vernet persistió con los reclamos tras su fallecimiento. En 1868, mientras Vernet vivía, el gobierno argentino había otorgado los terrenos de la concesión a Vernet de 1828 de la Isla de los Estados a Luis Piedrabuena. Sus hijos solicitaron al gobierno argentino por una compensación económica que fue recibida, pero no por los territorios perdidos de la isla Soledad. En 1879, la familia envió un mensaje al Congreso para pedir el reconocimiento de los derechos de los herederos sobre las islas Soledad y de los Estados. Finalmente recibieron terrenos en el Chaco. En 1884, la familia recibió el apoyo del Gobierno del presidente Julio Argentino Roca, que reabrió tanto la reclamación sobre la Lexington con los Estados Unidos y la soberanía de las Malvinas con Gran Bretaña.
Según cuenta Hipólito Solari Yrigoyen, hacia 1975, aún se conservaba íntegra la antigua residencia de Vernet en Puerto Soledad.

## Vernet en la historiografía y homenajes

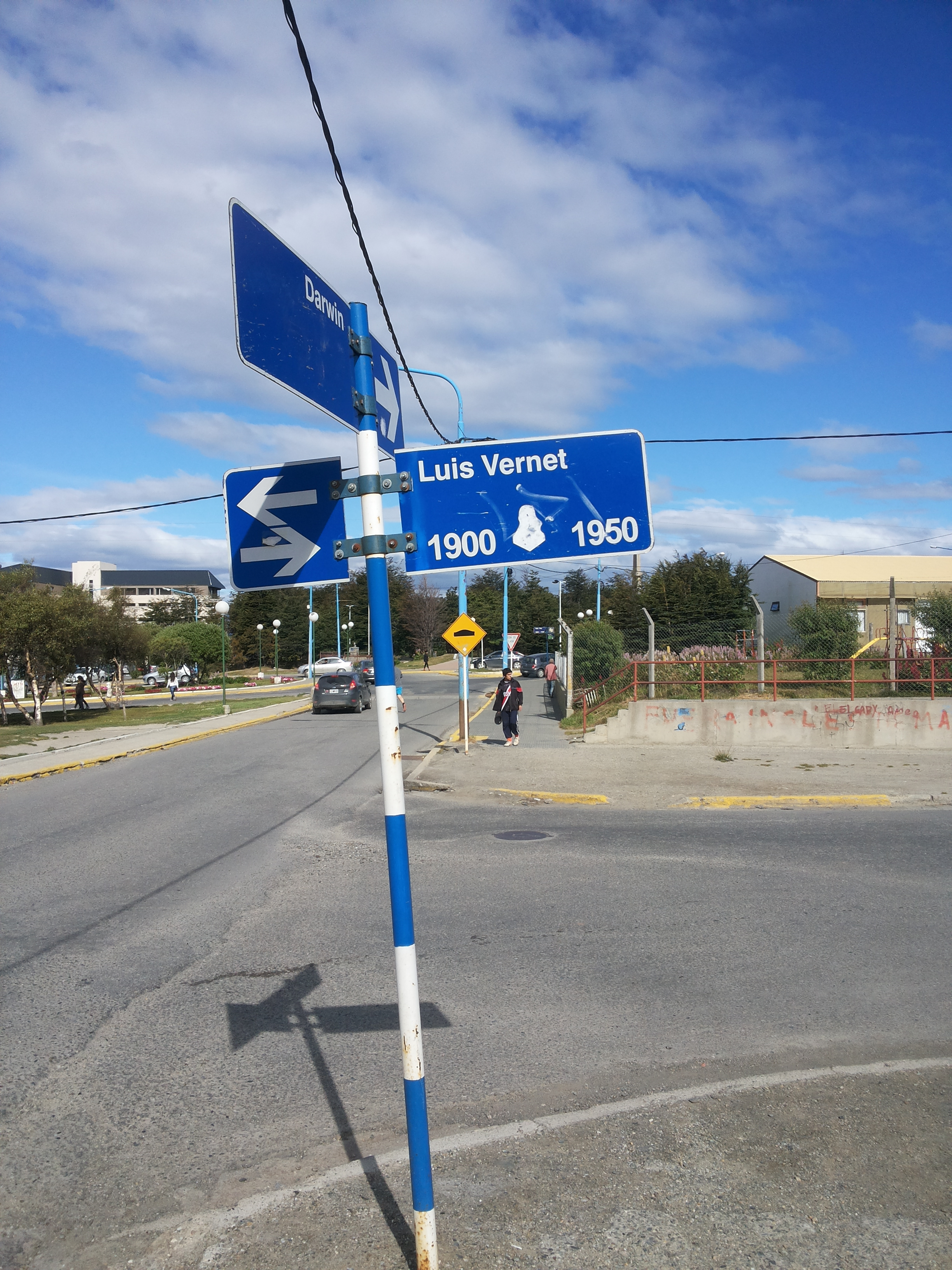
Calle Luis Vernet en Ushuaia.

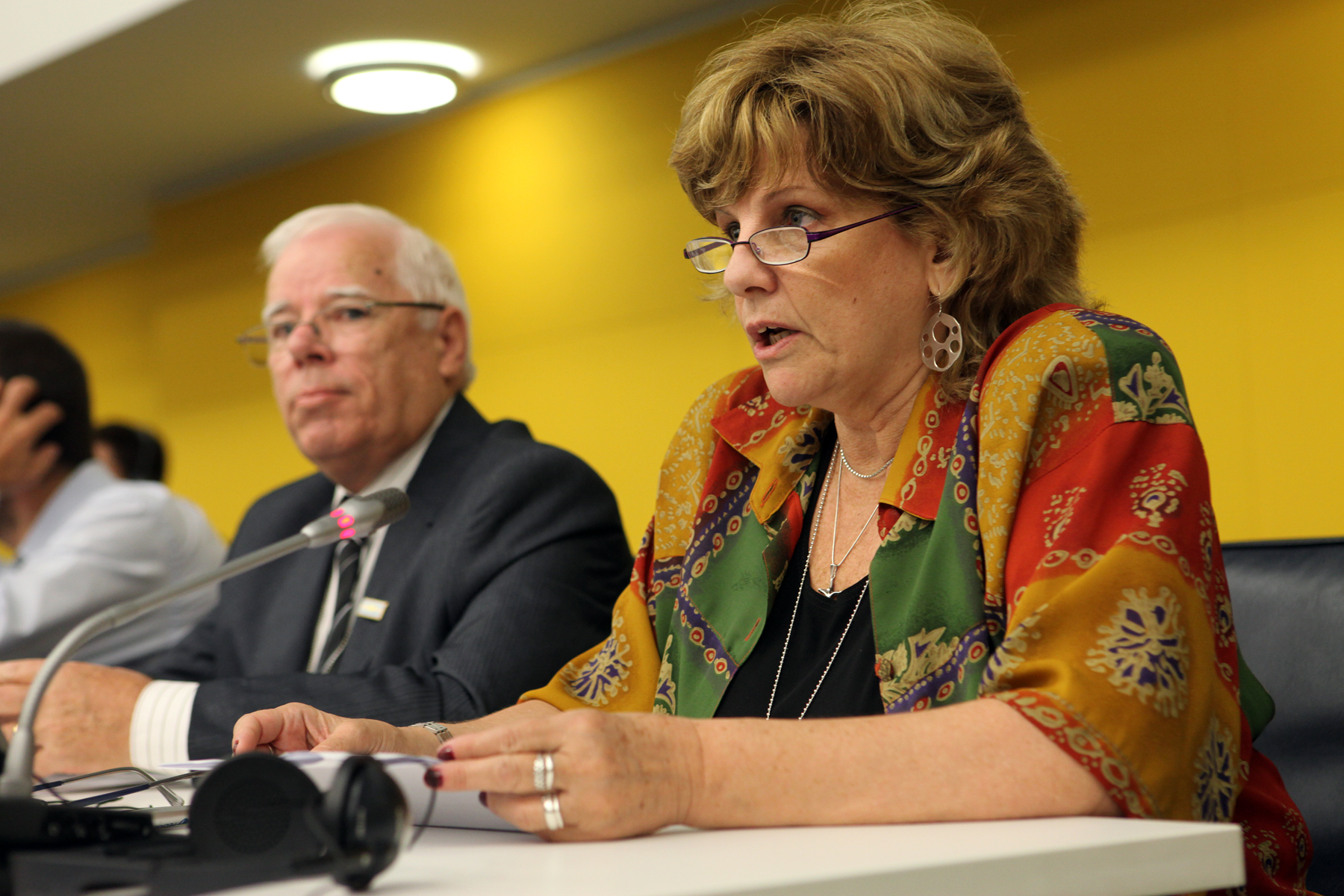
María Angélica Vernet, descendiente de Luis, peticionando en la ONU junto a Alejandro Betts, nacido en Malvinas.

Alejandro Betts, malvinense radicado en la provincia de Córdoba, afirma que en las islas se dice que Vernet fue «un comerciante alemán que llegó a Malvinas con el solo propósito de hacer negocios» y que abrió la economía de las islas. En los establecimientos educativos del archipiélago ni siquiera se habla sobre Vernet ni sobre los asentamientos franceses, españoles y argentinos.
Desde las últimas décadas, los descendientes de Vernet acompañan a la delegación argentina ante sus pedidos anuales en el Comité de Descolonización de las Naciones Unidas.
Bartolomé Mitre, escribió sobre Vernet con elogios, diciendo: «murió pobre después de enriquecer a un país».
El cerro Vernet en la isla Soledad lleva su nombre.
Miguel Fitzgerald, bautizó «Don Luis Vernet» al Cessna 185 que utilizó para realizar su primer viaje aéreo a las Malvinas entre Río Gallegos y Puerto Argentino/Stanley.
En 1973, a través de la Ley 20561 el Congreso de Argentina estableció el Día de la Afirmación de los Derechos Argentinos sobre las Malvinas el 10 de junio por el aniversario del nombramiento de Vernet como Comandante de las Malvinas.
En 1981 se erigió un memorial para Vernet y su familia en el cementerio de La Recoleta. El sepulcro de la familia fue declarado «Sepulcro Histórico Nacional» con la ID 428.
En 2009, el Correo Argentino emitió una estampilla conmemorando los 180 años de la creación de la Comandancia Político-Militar de Malvinas. Se incluyó un óleo de Vernet de Puerto Soledad, el decreto de la creación de la comandancia y un mapa bicontinental de la Argentina.
En septiembre de 2014, el Archivo del Ministerio de Relaciones Exteriores de Argentina recibió en donación una copia del mapa de la isla Soledad hecho por Vernet en 1829 y la Reclamación al Congreso Nacional de los herederos de Luis Vernet sobre la Isla de los Estados. Los documentos fueron donados por Jimena Vernet y fueron restaurados.

## Imágenes

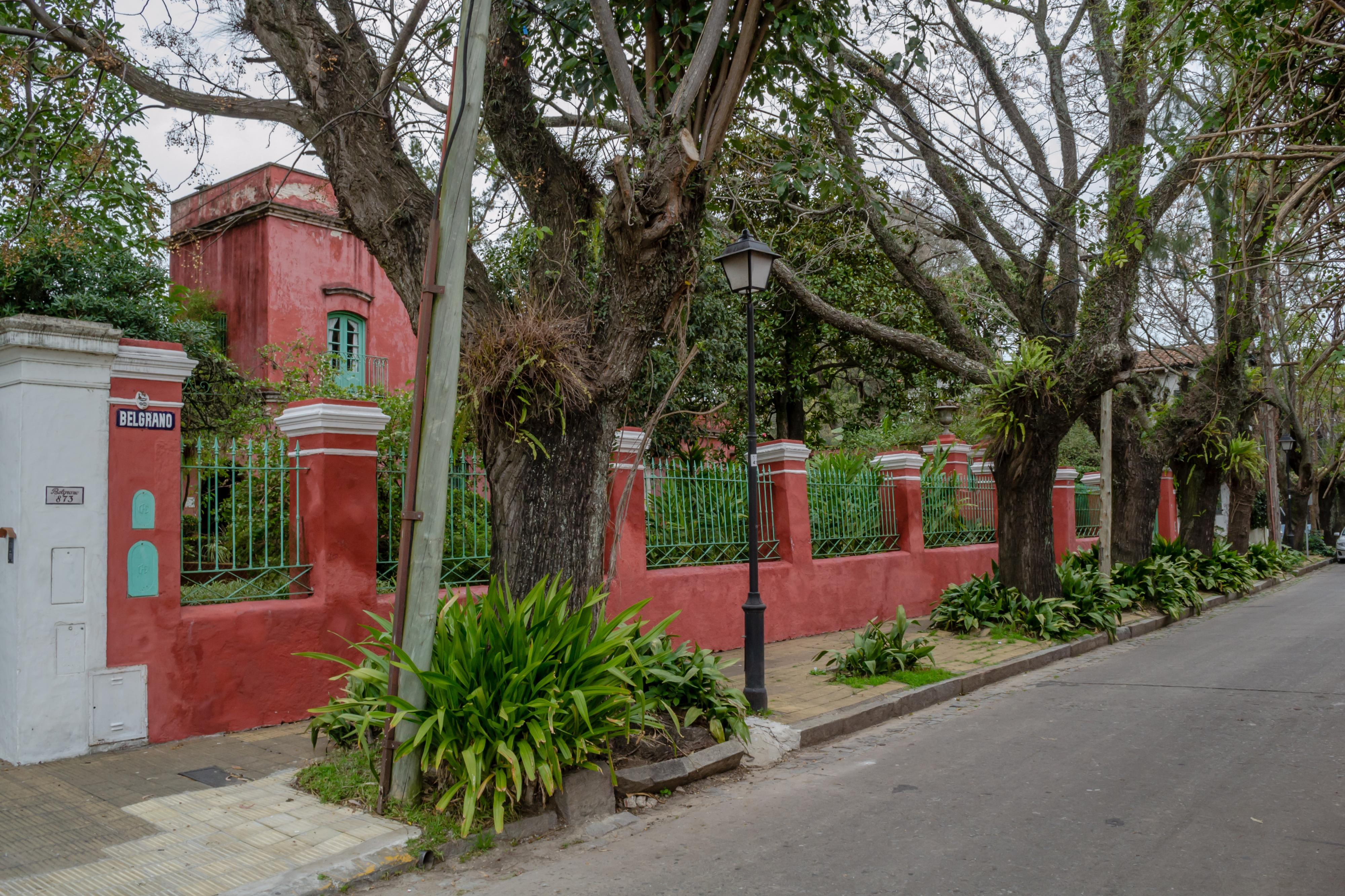
Quinta de Vernet en San Isidro.
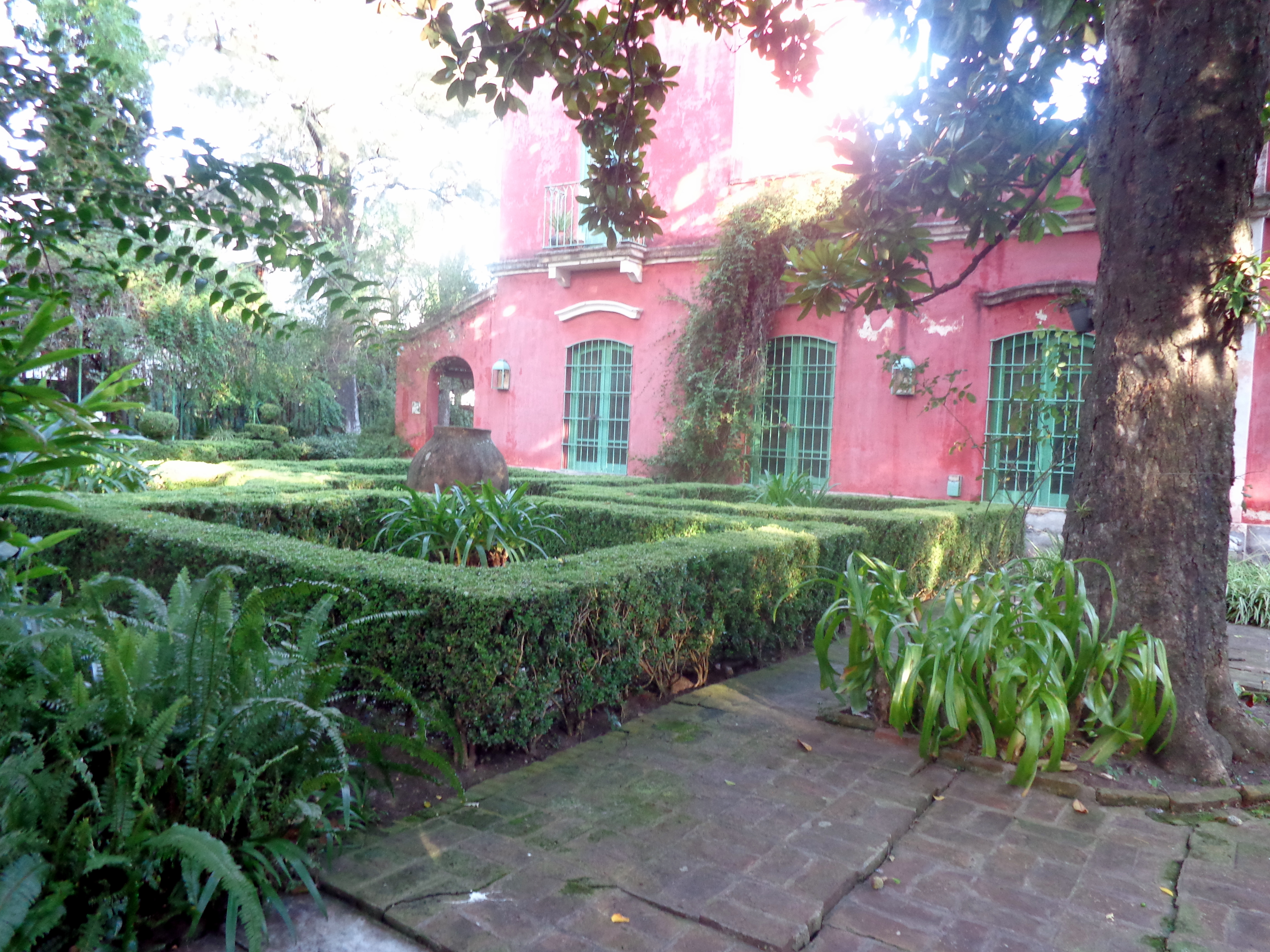
Quinta de Vernet en San Isidro.
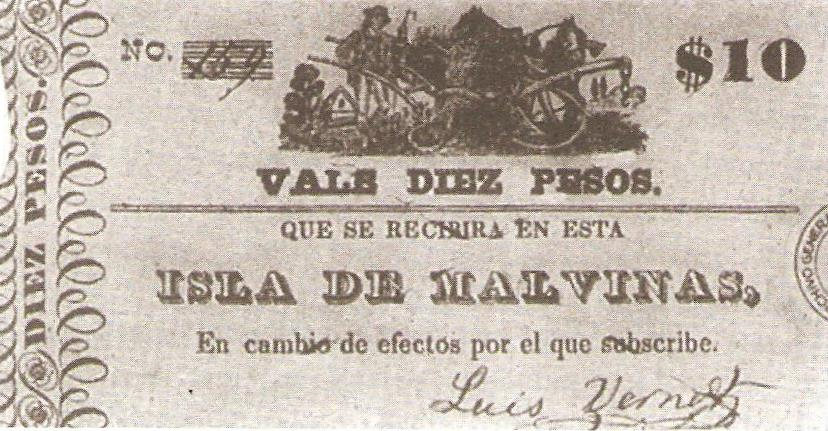
Peso de las Islas Malvinas emitido por Luis Vernet en 1828.